# Bacău (stad)
Bacău (Hongaars: Bakó) is een stad in Roemenië en de hoofdstad van het gelijknamige district. De stad ligt aan de Bistrița aan de voet van de Oostelijke Karpaten. In 2011 telde Bacău 133.460 inwoners.

## Geschiedenis
Bacău werd in 1431 voor het eerst genoemd als Bako. De naam van de stad gaat terug op een Hongaarse persoonsnaam.
Tijdens de Eerste Wereldoorlog, toen Walachije bezet was door de Duitsers, bevond zich in Bacău de hoofdkwartier van het Roemeense Leger.

## Onderwijs
De Universiteit van Bacău (UB) bestaat sinds 1991 en komt voort uit een hogeschool voor pedagogiek. Sinds 2009 draagt de universiteit de naam van de schrijver en politicus Vasile Alecsandri, die in 1821 in Bacău werd geboren. Naast deze openbare universiteit heeft Bacău een particuliere universiteit, die naar de dichter George Bacovia is genoemd.

## Verkeer
Bacău ligt ongeveer 300 km ten noorden van Boekarest. Direct ten zuidwesten van de stad ligt een internationale luchthaven, die naar George Enescu is genoemd.
Het station van Bacău behoort tot de drukste van Roemenië: het ligt aan spoorlijn 500, de noord-zuidverbinding door Roemeens Moldavië, die Boekarest met Suceava verbindt. Bacău is bovendien het beginpunt van lijn 509 naar Piatra Neamț.
De stad ligt aan de nationale weg DN2 (E85), die eveneens van Boekarest naar Suceava loopt. In Bacău eindigen de DN11 vanuit Brașov en de DN15 vanuit Piatra Neamț.

## Sport
De plaatselijke voetbalclub, FCM Bacău, werd opgericht in 1950 en hield in 2012 op te bestaan.

## Internationale samenwerking
Bacău is lid van Qec-ERAN, een Europees netwerk van steden met achterstandsproblematiek.

## Geboren in Bacău
- Vasilie Alecsandri (1821-1890), dichter, toneelschrijver en politicus
- George Bacovia (1881-1957), dichter
- Lucrețiu Pătrășcanu (1900-1954), politicus en marxistisch ideoloog
- Angela Alupei (1 mei 1972), roeister
- Vlad Chiricheș (14 november 1989), voetballer
- Costel Pantilimon (1 februari 1987), voetbaldoelman.

Steden met gemeentestatus: Bacău · Moinești · Onești

Steden zonder gemeentestatus: Buhuși · Comănești · Dărmănești · Slănic-Moldova · Târgu Ocna
Alba Iulia · Alexandria · Arad · Bacău · Baia Mare · Bârlad · Bistrița · Botoșani · Brașov · Brăila · Bucureşti (Boekarest) · Buzău · Călărași · Cluj-Napoca · Constanța · Craiova · Deva · Drobeta-Turnu Severin · Focșani · Galați · Giurgiu · Hunedoara · Iași · Mediaș · Oradea · Piatra Neamț · Pitești · Ploiești · Râmnicu Vâlcea · Reșița · Roman · Satu Mare · Sfântu Gheorghe · Sibiu · Slatina · Slobozia · Suceava · Târgoviște · Târgu Jiu · Târgu Mureș · Timișoara · Tulcea · Turda · Vaslui · Zalău